# Mark Akenside
Mark Akenside (9. listopadu 1721, Newcastle upon Tyne – 23. června 1770, Londýn) byl anglický lékař a preromantický básník.

## Život
Narodil se v rodině řezníka. Nejprve studoval na střední škole ve svém rodišti a od roku 1839 na přání svého otce teologii na Edinburské univerzitě. Roku 1741 studia opustil, aby mohl studovat na Univerzitě v Leidenu lékařství. Titul doktora získal roku 1744 a po návratu do Anglie provozoval praxi nejprve v Northamptonu, pak v Hampsteadu a nakonec v Londýně, přičemž některé z jeho lékařských spisů byly velmi úspěšné. Zemřel brzy poté, co byl jmenován osobním lékařem královny.
Znám je především díky své filosoficko-didaktické básni The Pleasures of Imagination (Potěšení z imaginace), kterou napsal ve dvaceti třech letech a která vyšla roku 1744 díky pochvale Alexandra Popea.
Souborné vydání jeho básní, z nichž některé jsou řazeny do tzv. hřbitovní školy, vyšlo až po jeho smrti roku 1772 péčí jeho přítele Jeremiaha Dysona (1722–1776).

## Výběrová bibliografie

### Lékařství
- Dissertatio de ortu et incremento foetus humani (1744, Pojednání o počátcích a rlstu lidského plodu), závěrečná autorova práce na Leydenské univerzitě.
- Dissertatio de dysenteria (1764, Pojednání o úplavici).

### Poezie
- Virtuoso (1837), prvotina, báseň napodobující styl Edmunda Spensera
- A British Philippic (1738, Britské filipiky).
- Hymn to Science (1739, Chvalozpěv na vědu).
- To Cordelia (1740).
- On the Winter Solstice (1740).
- An Epistle to Curio (1744), satira, ve které napadl politika Williama Pulteneyho za to, že opustil své liberální principy.
- The Pleasures of Imagination (1744, Potěšení z imaginace), filosoficko-didaktická báseň, ve které autor vyložil své mravní a estetické názory o zušlechťujícím vlivu krásy na lidského ducha. Báseň měla značný vliv na jeho současníky a následně na romantické spisovatele, kteří byli zvláště přitahováni důrazem, který Akenside kladl na fantazii a její aktivní zapojení do estetické a epistemologické teorie.[3]
- Friendship and Love (1745, Přátelství a láska).
- Odes on Several Subjects (1745, Ódy na různé náměty).
- Hymn to the Naiads (1746).
- To the Evening Star (1746).
- An Ode to the Right Honourable the Earl of Huntingdon (1748).
- The Remonstrance of Shakespeare (1749).
- An Ode to the Country Gentlemen of England (1758).
- An Ode to the Late Thomas Edwards (1766).
- The Poems (1772, Básně), posmrtné vydání autorova díla.